# システムインテグレーター
システムインテグレーター（英: Systems Integrator）は、個別のサブシステムを集めて1つにまとめ上げ、それぞれの機能が正しく働くように完成させるシステムインテグレーション事業を行う個人や企業を指す言葉である。SIer（エスアイヤー）とも。

## 産業

### 航空
航空機メーカーは黎明期から自社で製造した機体に他社から購入したエンジンを搭載し、飛行できる状態に仕上げて顧客に引き渡していた。
ボーイングやエアバスでは構成部品を専門メーカーから購入しており、機体の製造と最終組み立て、保守管理などのアフターサービスに注力している。

### 軍需
欧米の軍事産業において、システムインテグレーターを名乗る企業がある。代表的なシステムインテグレーターに、ボーイング、ロッキード・マーティン、ジェネラル・ダイナミクス、BAEシステムズ、エアバス、タレス・グループ等がある。
兵器を製造する軍需産業の分野では、古くは帆船に蒸気機関を搭載し、トラクターに砲や機関銃を備えた砲塔を搭載するシステムインテグレーターの黎明期を経て、第二次世界大戦以後の冷戦期に、大陸間弾道弾や軍事衛星、レーダー誘導ミサイル等の高度な制御が求められる兵器の登場によって、本格的なサブシステムの統合能力が求められるようになった。

### 情報通信
情報システムにおける元々のシステム・インテグレーターは、複数のベンダーから汎用のパッケージソフトウェアやハードウェアなどの完成品を購入して、1つのシステムとして矛盾なく、効果が出るように組み立て、統合する事業に特化した企業のことを言う。あえて説明すれば水平分業的である。付加価値再販業者を名乗ることもある。
日本の情報産業におけるシステムインテグレーター (SI) は、システムインテグレーション事業者を指す。情報システムの構築において、IT戦略の立案から設計、開発、運用・保守・管理までを一括請負する情報通信企業である。ソリューションプロバイダもほぼ同じ意味である。SIに「～する人」という接尾辞「-er」を付けた SIer（エスアイアー、エスアイヤー）は和製英語であり、システムインテグレーターを英語で説明する場合は、ITサービス会社（information technology services company）と説明した方が分かりやすい。日本の代表的なSI企業はNTTデータ、日本IBM、日立製作所、富士通、日本電気 等である。
日本におけるシステムインテグレーターはアウトソーシングの一環として流行った業態である。システム開発を、システムのオーナーとなる会社（クライアント）から一括請負して、完成までの責任を負う主契約の相手（プライム）になる。プライムは個々の作業を副契約の会社（サブコントラクター、サブコン）に発注する。
日本において、システムインテグレーターはパッケージソフトウェアやSaaSの販売、アプリケーションサービスプロバイダなどを行う場合もあるが、カスタムメイドの受託開発が圧倒的に多い。つまり下請け（協力会社）を組み合わせて1から作るのが、日本のシステムインテグレーターである。あえて説明すれば垂直統合的である。
海外ではソフトウェアパッケージに業務形態を合わせるという考え方が主流であり、ユーザー企業が直接ITエンジニアを雇う場合が殆どであるため、システムインテグレーターの隆盛は日本特有の現象である。

## 日本のシステムインテグレーター

### システムインテグレーターの分類
日本の情報産業のシステムインテグレーターは以下のように分類されることがある。

#### メーカー系
コンピューターのハードウェアを製造するコンピュータメーカーから派生した企業。世界初のメインフレーム（汎用コンピュータ）開発に成功したIBMとそれに対抗する日本の三大コンピューターグループなど、1960年代の黎明期からハードウェアを製造していたメーカーが多い。メーカー系システムインテグレーターは、上記のメーカーからソフトウェアを作る部門が独立した会社またはそのメーカー傘下に入った会社である。メーカー製品と組み合わせたソリューションの提案に強みがある。一般的に親会社から開発案件を受注して開発を行うことが多い。ITゼネコンを構成する会社であり、システム構築のプロジェクトにおいて商流の上位に位置する傾向が高い。

#### ユーザー系
金融や商社等の情報システムを利用する側の企業がシステムインテグレーション事業を目的に設立した企業。

##### 情報システム子会社
親会社の情報システム部門を分社化して設立したシステムインテグレーターの内、親会社依存から脱却できずに親会社の機能子会社（コストセンター）に位置付けられている企業は「情報システム子会社」「情報子会社」「システム子会社」「IT子会社」等と呼ばれる。情報システム子会社は従業員数が千人に満たない小規模である場合が大半で、前述のユーザー系システムインテグレーターとは性質が異なる。情報システム部門の重要性が高まる中、情報システム子会社は設立当時と状況が大きく変化しているため、戦略の見直しが必要となっている。

#### 独立系
親会社を持たない、資本的に独立した会社。独立系の会社の子会社もこちらに分類される。メーカーや他のSIerからの下請け業務を行うこともある。

#### その他
IT戦略策定と実施を主目的とするITコンサルティングファームはシステムインテグレーターには含まれないが、コンサル系と分類される場合もある。

## システムインテグレーターの問題点

### 歴史
システムインテグレーターが登場する以前は、クライアントの情報システム部門が主導してシステム開発を指揮していた。1990年代、これを外部のシステムインテグレーターにアウトソーシングする流れが起きた。
第1に都市銀行の第三次オンライン・システムなどシステムが巨大化・高度化した。経済性や技術面、標準化、社会的なシステムの構築などの面から、個々の企業には手におえなくなってきた。第2に企業内の情報システム部門は収益を上げる製造営業部門から離れた間接部門であり、バブル後の不況によって経費削減が迫られた。第3に米国でアウトソーシングが流行していた。特に1989年のコダックとIBMのアウトソーシング契約は「コダック・エフェクト」として話題になった。このような、情報システムの業務を社外の専門会社に一括委託するアウトソーシングが日本国内でも多くの企業で合理的であると安直に判断され、外部委託と共に無用となった情報システム部門の子会社化や売却も多数行なわれた。政府もSI・SO制度を作り後押しした。

#### 日本と欧米の業界構造の違い
日本のIT産業ではスクラッチによる受託開発が主流であるが、欧米ではパッケージを活用した自社開発が主流である。
システムインテグレーターの隆盛は日本特有の現象である。この状況に至った原因としては、元々IT文化が存在しなかった日本企業の経営者がIBMのアウトソーシング事業に注目し、建築業界の下請け構造を参考にIT業界を作ったことが挙げられる。状況変化に応じた計画変更が難しいウォーターフォール・モデルを前提として、人月を基本単位とした工数計算を行い、プロジェクトの進捗を厳格に管理するため、勤務体制は古典的な製造業のように柔軟性に欠けることが多い。そして、上流のITベンダーやシステムインテグレーターがプロジェクト管理や設計のみを行い、下請けの末端を担うソフトウェアハウスがプログラミングを行うという分業体制が普通になっている。この業界構造ではユーザー企業のITについての負担を減らすことが出来るが、反面、下請け構造により発生するコミュニケーションロスや中抜きで発生する金額的コストが大きくなり、プロジェクトの炎上も起きやすくなる。
日本とは逆に、ITを生み出した米国や欧州では、ユーザー企業がエンジニアを抱えて自社のシステム開発を行う事が普通である。日本ではエンジニアの7割以上がIT企業に所属するのに対し、米国ではその割合は約3割、欧州でも5割未満となっている。欧米のユーザー企業が自社のシステムを開発する場合は、ユーザー企業自らが既成のソフトウェアパッケージに最小限のカスタマイズを加えてシステムを内製する傾向が強い。この方法は、情報システム部門がエンジニアを抱えて、社内でシステム開発から運用までを行なう、インハウス開発に該当する。コダックのような一括請負のフル・アウトソーシングは特例的なもので、システム等管理運営受託が多い。
米国とは対照的に、日本のユーザー企業はクライアントとしてシステム開発を外注・丸投げする傾向が強い。特に政府調達においては丸投げは顕著で、一部のシステムインテグレーターがITゼネコン化する弊害が出ている。また民間でも、情報システム部門の弱体化による企画力や発注能力の低下が問題になっている。2009年4月1日から強制適用される工事進行基準 や政府調達制度の改革により、過度の丸投げを抑制しようという動きが進んでいる。建設業界をモデルとしてIT業界の構造が作られた経緯があるため、システムインテグレーター各社による巨大な下請構造が作られるに至っている。人月計算も行われた米国とは異なり、1社毎にオーダーメイドで独自色の強い業務システムが組まれることが普通であるが、過去に開発されたシステム（特にCOBOLが主流の時代に開発されたシステム）に関しては設計資料が失われていることが多く、前例踏襲で既存のシステムを限界まで活かし続けると共に、場当たり的な改修が重ねられて新システムへの移行が更に難しくなるという、古色蒼然とした業界である。日本のシステムインテグレーターの体質を現す事例としては、みずほ銀行の4千億円超を投じた基幹システム統合プロジェクトが好例である。

### 受託開発
日本のユーザー企業は、その企業専用に特化したカスタムメイドのソフトウェアの開発をIT企業に発注する傾向が強い。汎用のパッケージソフトを導入する場合でも、カスタマイズ比率が高い。よって日本のIT企業のビジネスモデルは、ユーザー企業の自前主義に対応して、受託開発が中心になっている。受託開発におけるIT企業の役割は、ユーザー企業の提示する要件に基づいて、仕様書を作成しプログラムを記述し、情報システムを構築する事である。これを行うのがシステムエンジニアである。
- 受託開発は収益性が低い。受託開発によって作成されたソフトウェアは、外販されることが少ない。八尋俊英は「情報サービス業の市場規模と比べて、日本のIT企業は収益性が低い。欧米のIT企業だけでなく、インドのIT企業にも負けている。その原因は受託中心と多重下請けである[10]」と主張している。

- IT技術が古い。知的財産権がユーザー企業に帰属する契約となっていることが多く、IT企業は過去の成果物を再利用する時制限が多いので、新しい技術を活用することは難しい[15]。そのため、SIer企業の国際競争力を下げている[10]。

- 長期的なメンテナンスが不足。顧客から明確なニーズが表明され、代金が支払われた時にのみ製品を改良する。10年以上も更新しないソフトウェアもある。その上、CI/CDの導入はまれである。

- 若者はSI業界を離れる。多重型の受注構造の原因となり、労働条件も悪いし、IT業界離れになっている[10]。受託開発は労働集約的で、多重型の受注構造が取られている。それに伴い、技術者の手配に際して偽装請負が常態化している。この他にも「下請法違反」「制限を超えた残業、サービス残業の常態化」「裁量労働制の間違った適用」「スキルシートの違法な提示」を問題視する意見がある[16]。

- ソフトのUIは地味である。多くの場合、受託開発はUIデザイナーがいなく、簡単にユーザーの指示通りに作るだけなので、差別化が図り辛い[15]。

### 長期的な収益性の低下
インドのIT企業にも劣る収益性の低さは、短期的なものではない。業界全体の売上高は伸びているにもかかわらず、営業利益率は1998年度をピークとして下降し続けている。
このまま収益性が下がり続けると「あと20年以内に上場企業全体としては営業利益率がゼロ」になるという意見すらある。

## 参考

### 国内売り上げ
2023年度の日本のITサービス会社（インフラ構築と機器販売を含む）の売上高トップ10（上場企業のみ）は下記の通りである。
| 順位 | 会社名                         | 分類       | 売上高（百万円） |
| ---- | ------------------------------ | ---------- | ---------------- |
| 1    | NTTデータ                      | ユーザー系 | 3,490,182        |
| 2    | 大塚商会                       | 独立系     | 977,370          |
| 3    | 野村総合研究所                 | ユーザー系 | 692,165          |
| 4    | キヤノンマーケティングジャパン | メーカー系 | 609,473          |
| 5    | 伊藤忠テクノソリューションズ   | ユーザー系 | 570,934          |
| 6    | TIS                            | 独立系     | 508,400          |
| 7    | SCSK                           | ユーザー系 | 445,912          |
| 8    | トランス・コスモス             | 独立系     | 373,830          |
| 9    | BIPROGY                        | メーカー系 | 339,898          |
| 10   | NECネッツエスアイ              | メーカー系 | 320,802          |

### 世界のITサービス会社
2018年度の世界のITサービス会社（インフラ構築と機器販売を含む）の売上高トップ10（上場企業のみ）は下記の通りである。
| 順位 | 会社名                             | 国           |
| ---- | ---------------------------------- | ------------ |
| 1    | IBM                                | アメリカ     |
| 2    | アクセンチュア                     | アイルランド |
| 3    | Amazon Web Services                | アメリカ     |
| 4    | 富士通                             | 日本         |
| 5    | DXCテクノロジー                    | アメリカ     |
| 6    | タタ・コンサルタンシー・サービシズ | インド       |
| 7    | NTTデータ                          | 日本         |
| 8    | Cognizant                          | アメリカ     |
| 9    | キャップジェミニ                   | フランス     |
| 10   | アトス                             | フランス     |